# Ante Mahkota
Anton Frančišek (Ante) Mahkota, slovenski alpinist, fotoreporter in novinar, * 27. april 1936, Dol pri Hrastniku, † 14. december 2018, Ljubljana.
Mahkota je bil v letih 1960 do 1994 zaposlen pri Delu kot reporter, fotoreporter, dopisnik, glavni in odgovorni urednik revij Jane, Avto in Teleksa in generalni direktor ČGP Delo. Leta 1986 je ustanovil in do 1996 vodil akcijo za napredek in razvoj slovenskega vrhunskega športa Podarim - Dobim.
Mahkota je kot alpinist med drugim v letih 1955 do 1966 opravil 16 prvenstvenih vzponov; leta 1960 je bil član JAHO I: prvi pristop na Trisul II - 6690 mnm skupaj s Kunaverjem; na Trisul III - 6270 mnm skupaj s Kunaverjem in Keršičem ter na Bartoli skupaj s Cirilom Debeljakom in Kunaverjem. Z Nadjo Fajdiga sta kot prva plezalca leta 1956 v mešani navezi preplezala severozahodno steno Cima su Alto. 14. avgusta 1967 je bil s Ekarajem, Lipovškovo in Ščetininom v skupini prvih predstavnikov Slovenije oz. Jugoslavije, ki so kdaj stali na samostojnem vrhu, višjem od 7000 metrov – na 7134 metrov visokem Piku Lenina v gorovju Pamir med Tadžikistanom, Kirgizistanom in Kitajsko. 
Bil je mož pokojne slovenske pevke Marjane Deržaj. Svoje alpinistično življenje je opisal v knjigi Sfinga.